# プルコヴォ天文台

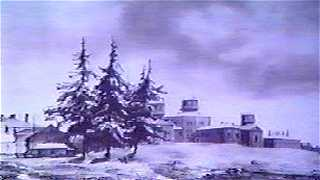
1839年に設立開所した当時のプルコヴォ天文台

プルコヴォ天文台（プルコヴォてんもんだい、Pulkovo Astronomical Observatory, ロシア語表記：Пулковская астрономическая обсерватория）はロシア科学アカデミーが運営する天文台で、サンクトペテルブルクの南19kmの海抜75mのプルコヴォ Pulkovo の丘の上にある。世界遺産の一つとしてサンクトペテルブルク歴史地区と関連建造物群を構成する。
1839年8月7日にフリードリッヒ・フォン・シュトルーベの設立により開所し、彼が初代の所長となった。1861年に息子のオットー・フォン・シュトルーベが所長の座を継いだ。
19世紀当時としては世界最大の 38cmの屈折望遠鏡を備えていた。天体の位置の計測、歳差などの計測を行い、ロシア各地の地理的位置の基準となった。
基礎的な測地測量事業にも参画し、1851年までドナウ川から北極海に至る子午線弧の測量（シュトルーヴェの測地弧を参照）を実施し、1899年から1901年にかけてはスピッツベルゲンでの三角測量を実施した。
その後も観測設備の増強が行われ、ロシア天文学の中心的な施設となった。ロシア革命、1930年代の大粛清による天文学者の亡命などを経て、第2次大戦によるドイツ軍の空襲によって施設は破壊されたが、1946年から再建が始められ、電波望遠鏡など新しい設備を備えて、1954年に開所された。
小惑星(762)プルコヴァは、プルコヴォ天文台にちなみ命名された。